# Alice Springs Airport
Alice Springs Airport är en flygplats i Australien. Den ligger i kommunen Alice Springs och territoriet Northern Territory, omkring 1 300 kilometer söder om territoriets huvudstad Darwin. Alice Springs Airport ligger 545 meter över havet.
Närmaste större samhälle är Alice Springs, omkring 12 kilometer norr om Alice Springs Airport.
Omgivningarna runt Alice Springs Airport är i huvudsak ett öppet busklandskap. Trakten runt Alice Springs Airport är nära nog obefolkad, med mindre än två invånare per kvadratkilometer. Genomsnittlig årsnederbörd är 259 millimeter. Den regnigaste månaden är februari, med i genomsnitt 59 mm nederbörd, och den torraste är augusti, med 1 mm nederbörd.